# Eibe Siade Johans
Eibe Siade Johans (* 27. Mai 1659 in Padingbüttel; † 1. Januar 1720 ebenda) war ein Landwirt, Deichbaumeister und zu Zeiten der Sturmfluten 1717 und 1718 ein Oberdeichgraf in kurhannoverschen Diensten.

## Herkunft

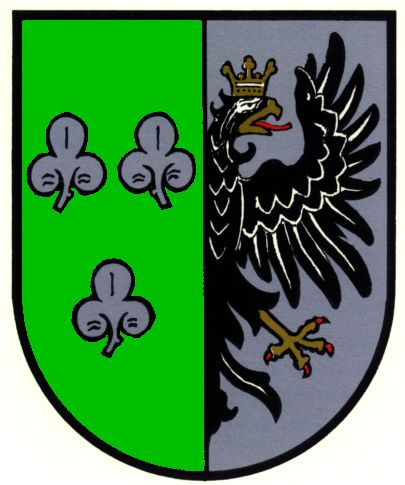
Wappen von Padingbüttel

Eibe Siade Johans (auch Eybe Siad Johanns) wurde an der Wurster Nordseeküste unmittelbar hinter dem Deich geboren. Die Familie Johans gehörte zur ländlichen Oberschicht, die von wohlhabenden Bauern friesischen Ursprungs abstammte. Das drei silberne Kleeblätter auf Grün zeigende Familienwappen in der dortigen Kirche war später die Vorlage für das Wappen von Padingbüttel.

## Leben
Johans übernahm mit etwa 20 Jahren den elterlichen Hof in Padingbüttel-Altendeich. Im März 1683 wurde er Deputierter für Neulandsinteressenten im Kirchspiel Padingbüttel und zu einem der beiden Wurster Landesvorsteher gewählt. Er leitete von 1692 bis 1694 den örtlichen Deichbau als sachkundiger Privatmann. Während des ersten Jahrzehnts des 18. Jahrhunderts war er Vorsteher der Deichgenossenschaft im Wurster Süderneufeld. 1708 bewarb sich Johans bei der schwedischen Regierung um das Amt eines Deichgräfen an der Unterweser, was ihm gewährt wurde, da er finanziell unabhängig war und auf das Beamtengehalt verzichtete. Nach Ende der schwedischen Herrschaft 1712 wurde er zwar entlassen, jedoch einige Jahre später durch kurhannoversche Regierungsräte reaktiviert.

## Weihnachtsflut 1717

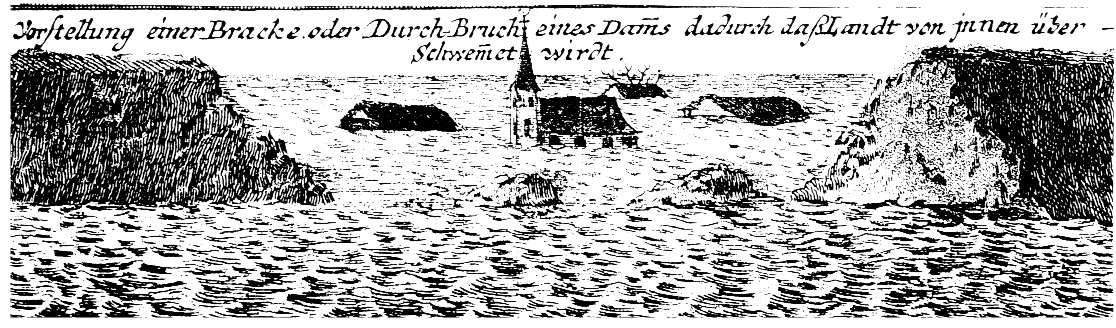
Darstellung eines Deichbruchs von 1718, wahrscheinlich bezogen auf die Weihnachtsflut von 1717

Anfang 1717 wurde Johans zum Oberdeichgraf ernannt und ließ die Deiche an der Wurster Nordseeküste im Sommer gerade noch vor der Weihnachtsflut 1717 sichern. In Erwartung des drohenden Deichbruchs, ließ er schon im Vorfeld möglichst viele Nachbarn evakuieren und auf seinem Hof unterbringen. Am zweiten Weihnachtstag 1717 inspizierte Johans zu Pferd, zusammen mit dem Deichgeschworenen Johann Dürels aus Misselwarden, die enormen Beschädigungen an Deichen und Bauernhäusern, die in großer Zahl fortgeschwemmt oder samt der verzweifelten Bewohner von den Fluten eingeschlossen waren.

## Lebensende und Nachwirken
Misserfolge, mannigfaltige Anfeindungen durch seinen Nachfolger Jacob Ovens und schwere Krankheit prägten seine letzte Lebensphase. Im Jahr 1719 waren unter Johans 72.500 Reichstaler für den Deichbau ausgegeben worden. Johans starb am 1. Januar 1720 auf seinem Hof und wurde am 30. Januar auf dem Kirchhof in Padingbüttel beigesetzt. Johans hatte ein bis ins 20. Jahrhundert hinein gültiges Deichgesetz besiegelt und umgesetzt und gilt noch heute als hervorragender Deichgraf.

## Brief und Deichskizzen seines Neffen Eibe Siade Johans
Sein gleichnamiger Neffe Eibe (auch Eide) Siade Johans bewarb sich am 24. September 1723 unter Beifügung einiger Skizzen zum Deichbau bei der Regierung in Stade um den nächsten freiwerdenden Posten. Der Brief wurde mit dem Sichtvermerk Ramd. versehen. Darin schildert Johans jun. kurz sein Studium in Jura und Mathematik sowie seine bisherigen Erfahrungen beim Gericht des Landes Wursten sowie im Deichbau. Als der Leher Richter Lange befördert wurde und zur Regierung in Stade kam, wurde Johans jun. am 23. Dezember 1725 der neue Richter in Lehe. Er bekleidete dieses Amt bis zu seinem Tod am 23. März 1760.
Originale im Niedersächsischen Landesarchiv – Staatsarchiv Stade (als Public Domain ausgewiesen)

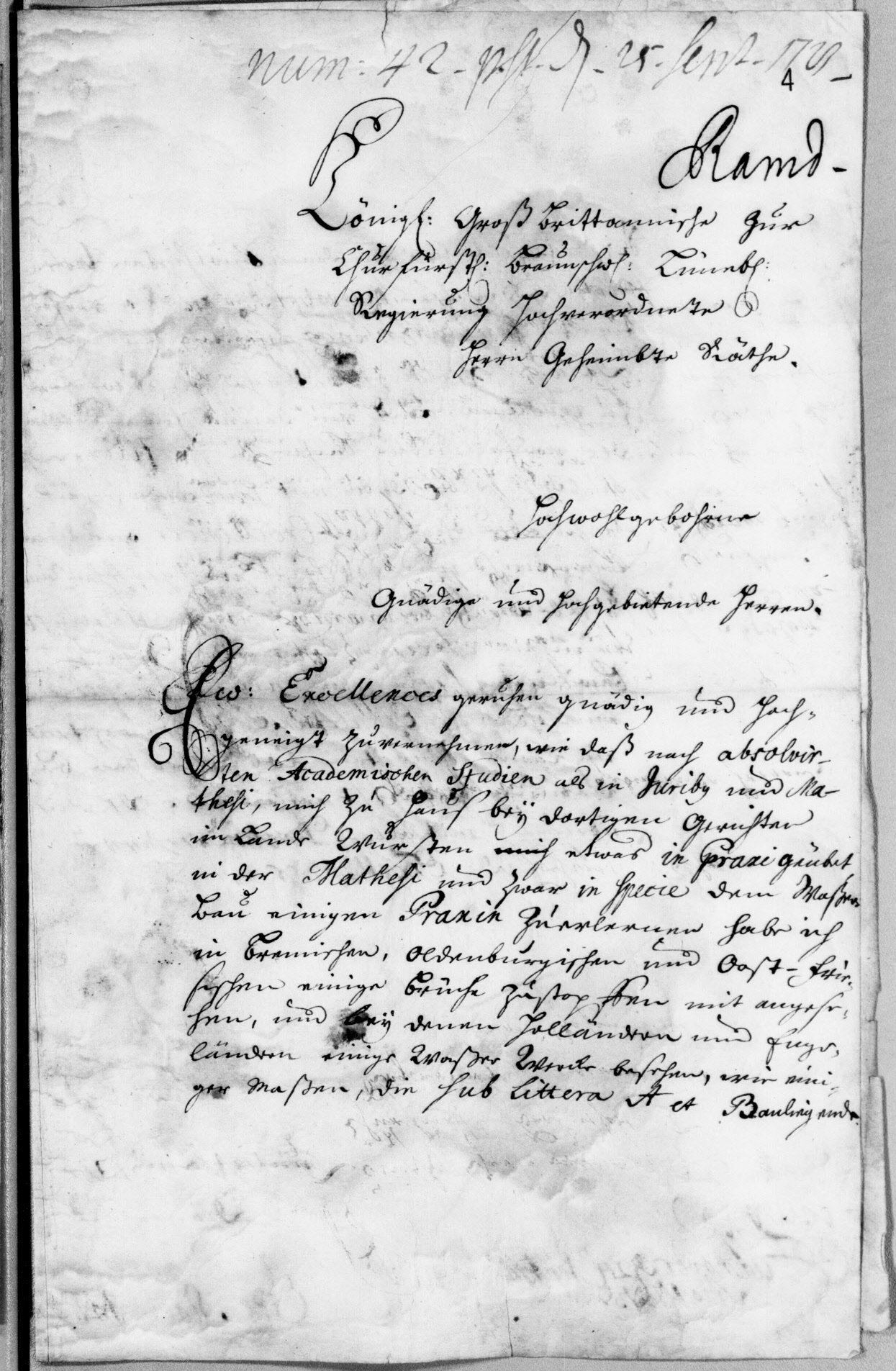
Seite 1
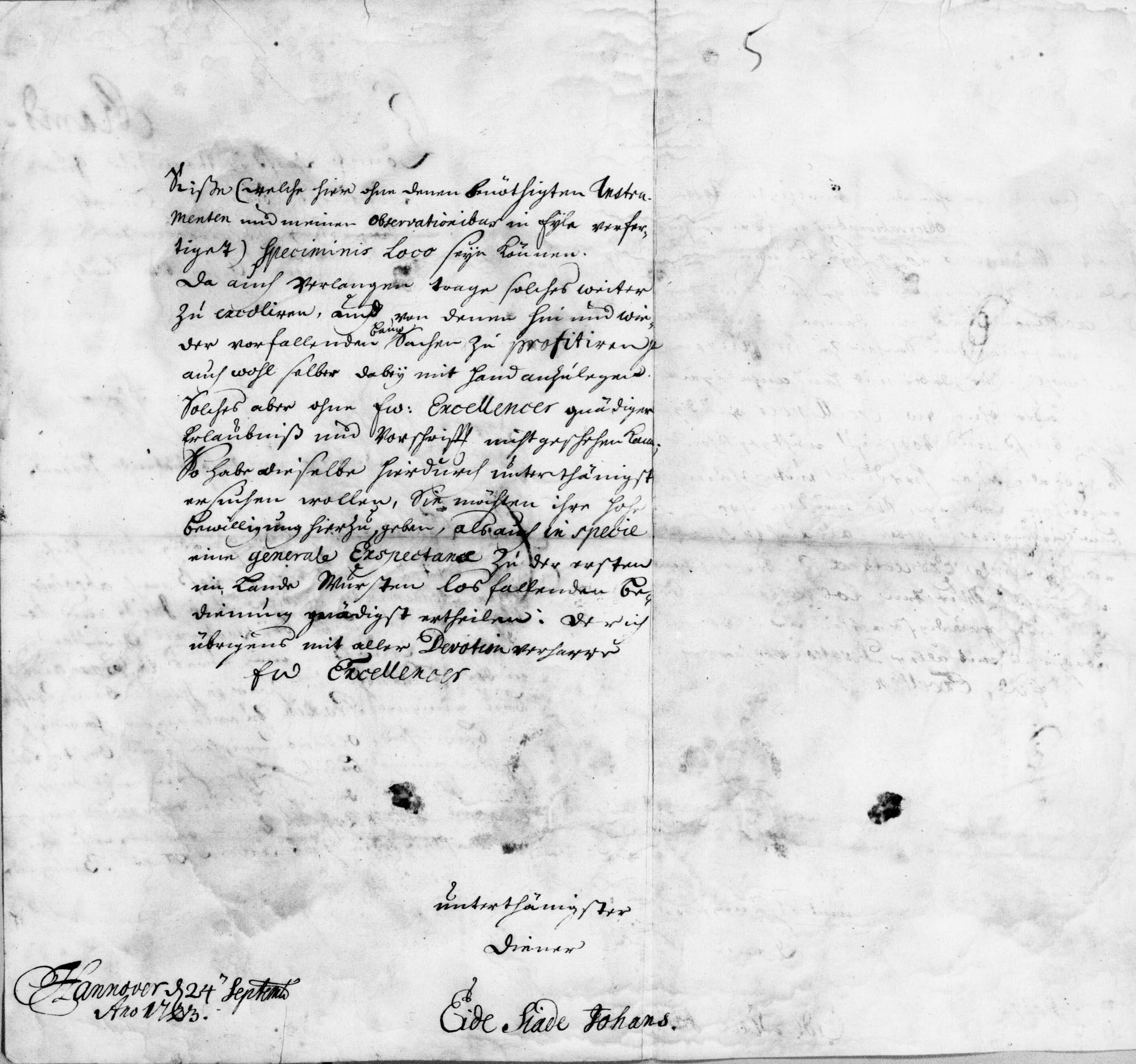
Seite 2
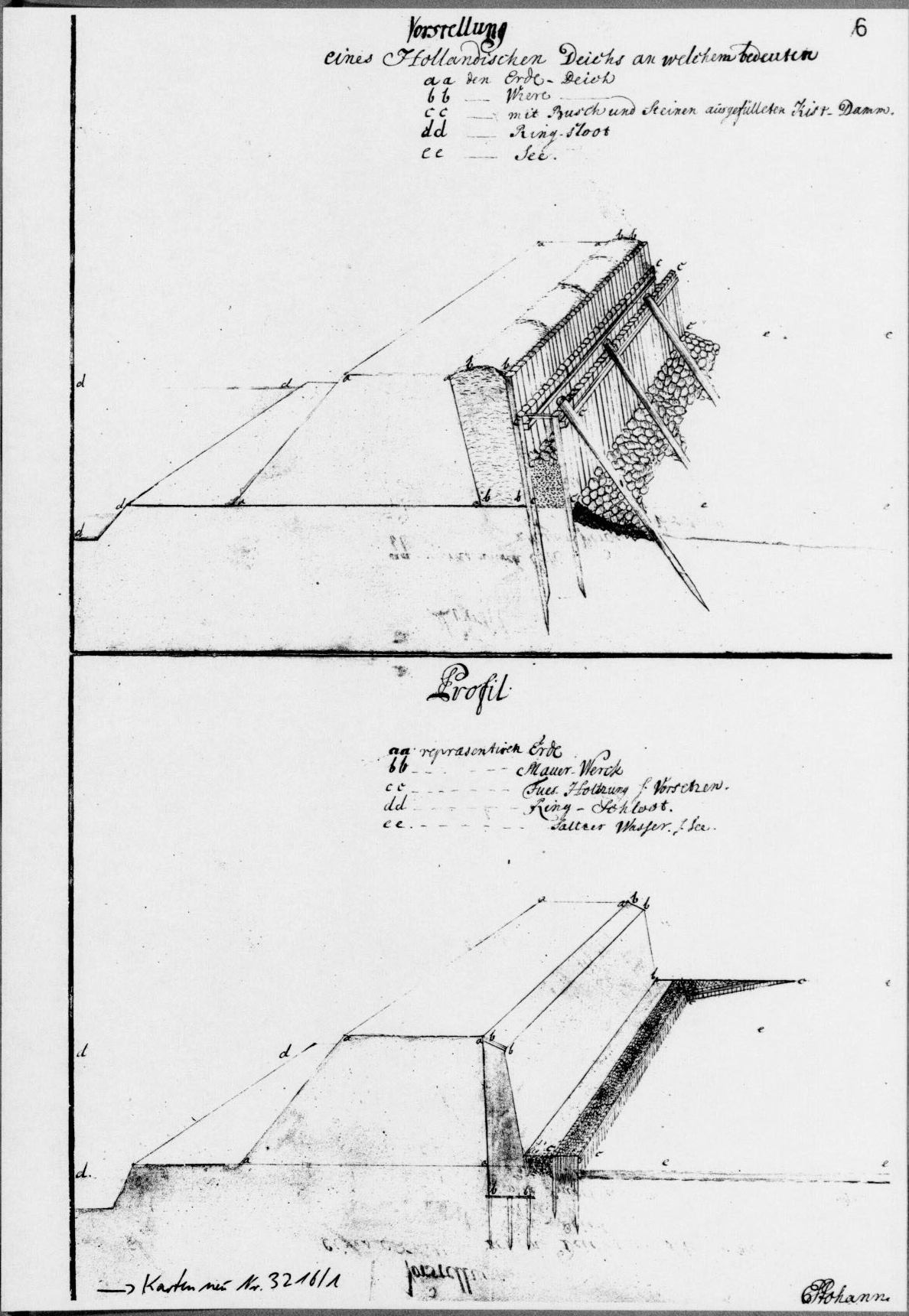
Skizze A
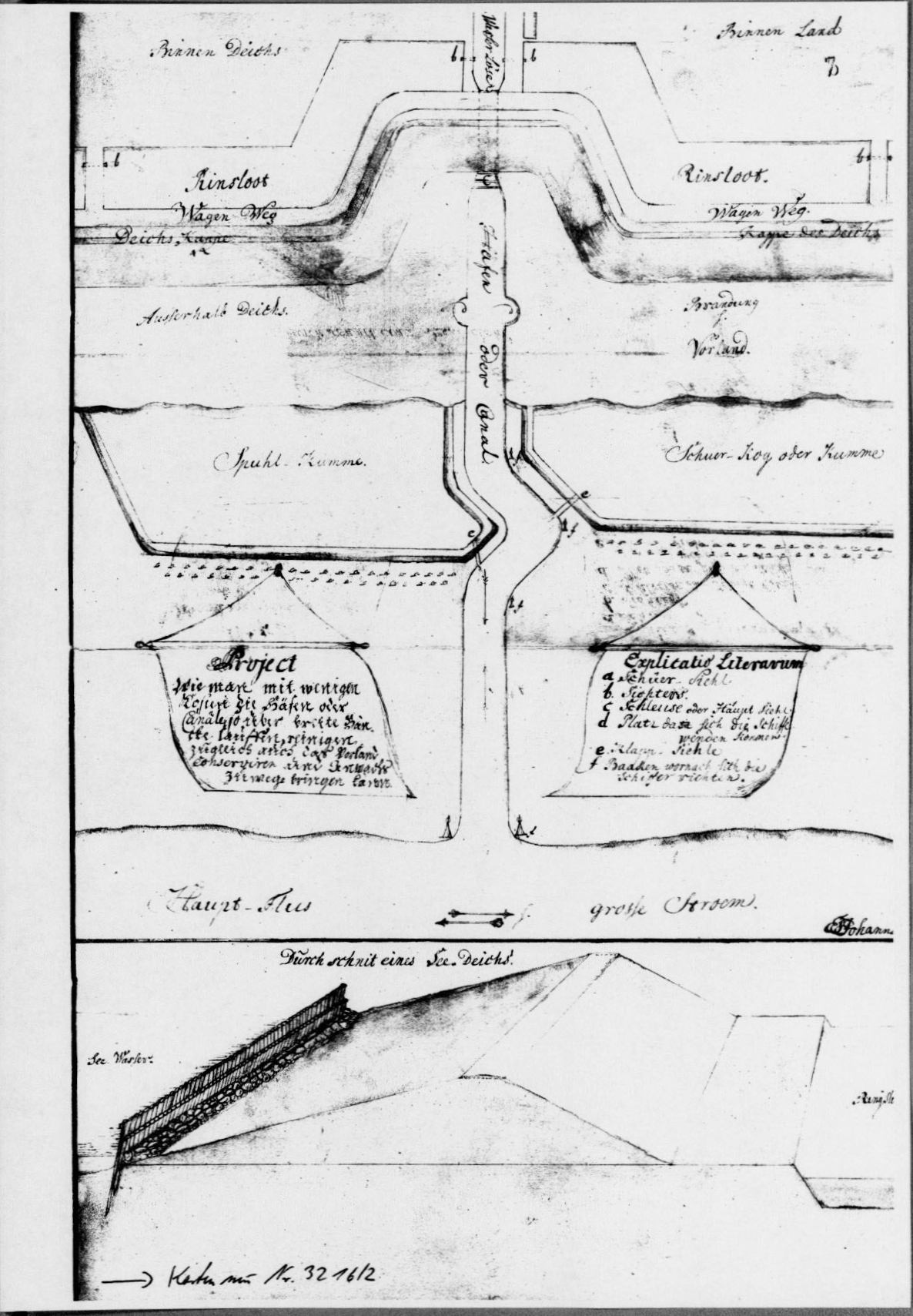
Skizze B

Transkription zu NLA ST Rep. 40, Nr. 1415, Aufnahme 0008-0009

„Hochwohlgeborene, Gnädige und hochgebietende Herren,
Ew. Excellences geruhen gnädig und hochgeneigt zu vernehmen, wie daß nach absolvirten Academischen Studien als in Juriby und Mathesi, mich zu haus bey dortigen Gerichte im Lande Wursten mich etwas in Praxi geübet, in der Mathesi und zwar in specie dem Waßer-Bau, einigen Praxin(?) zuerlernen habe ich im Bremischen, Oldenburgischen und Ostfriesischen einige Brüche zustopfben mit angesehen, und bey denen Holländern und Engeländern einige Waßer-Wercke besehen, wie einiger Maßen, die sub littera A et B anliegenden Seiten (welche hier ohne denen benöthigten Instrumenten und meiner Observationibus in Eyle verfertiget) speciminis loco [repräsentative Beispiele] seyn können. Da auch Verlangen trage, solches weiter zu exemliren, auch, von denen sui und wir, der vorfallenden Bau-Sachen zu profitieren, ja auch wohl selber dabey mit Hand anzulegen. Solches aber ohne Ew. Excellences gnädiger Erlaubnis und Vorschrift nicht geschehen kann. So habe dieselbe hierdurch unterthänigst ersuchen wollen, Sie möchten ihre hohe Bewilligung hierzu geben, als auch in specie eine generale Exspectance zu der ersten im Lande Wursten losfallenden Bedienung gnädigst ertheilen: dem ich übrigens mit aller Devotion verharre, Ew. Excellences unterthänigster Diener.
Hannover d. 24. September Anno 1723“